# Kościół św. Jadwigi Śląskiej w Milanówku
Kościół św. Jadwigi Śląskiej w Milanówku – kościół rzymskokatolicki w Milanówku, położony przy ul. Kościuszki 41, wzniesiony w latach 1910–1912. Od 1928 kościół parafialny parafii św. Jadwigi Śląskiej. W 1981 wpisany do rejestru zabytków.

## Historia
W 1907 Michał Lasocki, założyciel letniska Milanówek, ofiarował działkę pod budowę pierwszej świątyni na terenie powstającej miejscowości. Miało to rozwiązać problem uciążliwych niekiedy dojazdów do ówczesnej świątyni parafialnej w Żukowie. Wmurowanie kamienia węgielnego miało miejsce w 1910 roku, zaś w 1912 odbyła się konsekracja kościoła. Początkowo był to kościół filialny parafii Przemienienia Pańskiego w Żukowie. 24 czerwca 1928 decyzją kardynała Aleksandra Kakowskiego erygowana została parafia św. Jadwigi Śląskiej. W 1938 ukończono budowę plebanii. W czasie II wojny światowej plebania była tymczasowym miejscem urzędowania warszawskiej kurii metropolitalnej, przez rok przechowywano na niej także urnę z sercem Fryderyka Chopina, ewakuowaną z kościoła Świętego Krzyża na Krakowskim Przedmieściu w Warszawie. 
W 1949 zakończyła się rozbudowa świątyni, po której zyskała ona swój dzisiejszy wygląd. W 1981 kościół został wpisany do rejestru zabytków ówczesnego województwa warszawskiego. Obecnie figuruje w rejestrze zabytków województwa mazowieckiego pod numerem 1188-A.

## Tablice pamiątkowe i grota
W kruchcie kościoła wiszą tablice pamiątkowe ku czci:
- Augusta Emila Fieldorfa,
- żołnierzy Armii Krajowej ośrodka "Mielizna",
- wszystkich kolejnych proboszczów parafii[2].

Przy kościele znajduje się grota maryjna, w której umieszczona jest tablica o treści: Ku chwale Niepokalanej. 03.V.1963r. Proboszcz Stanisław Sprusiński z parafianami.

## Galeria

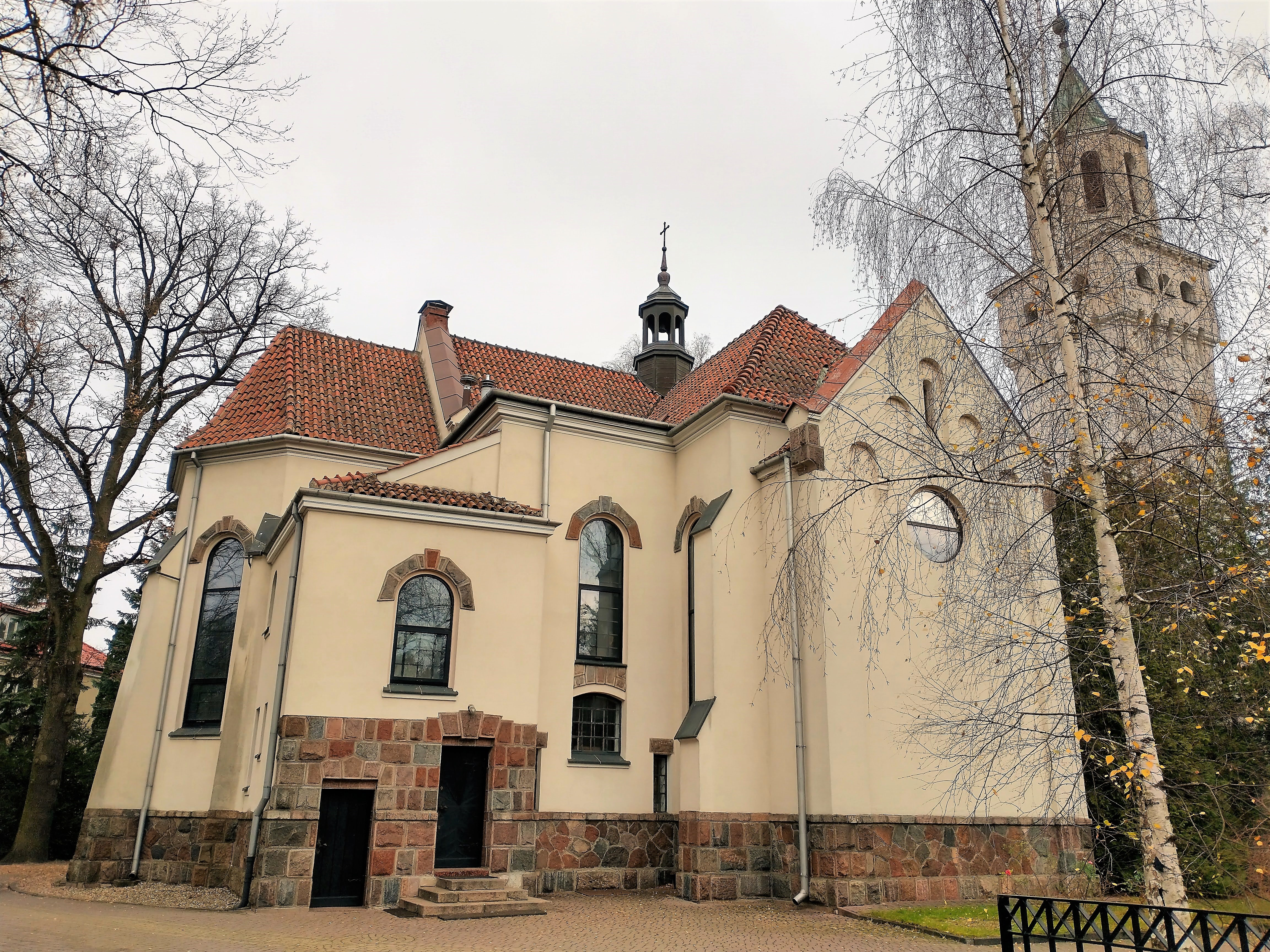
Widok od strony prezbiterium
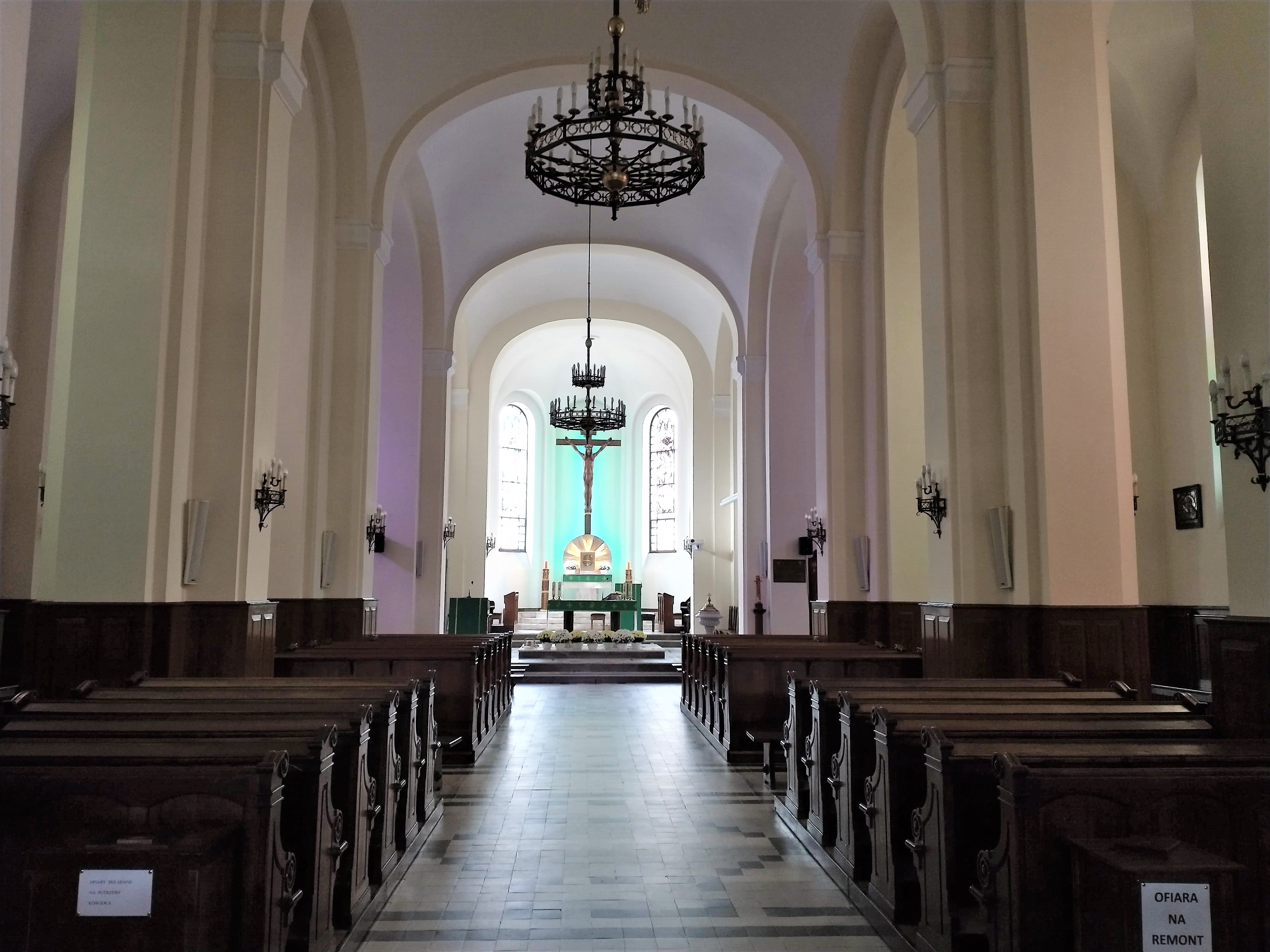
Wnętrze
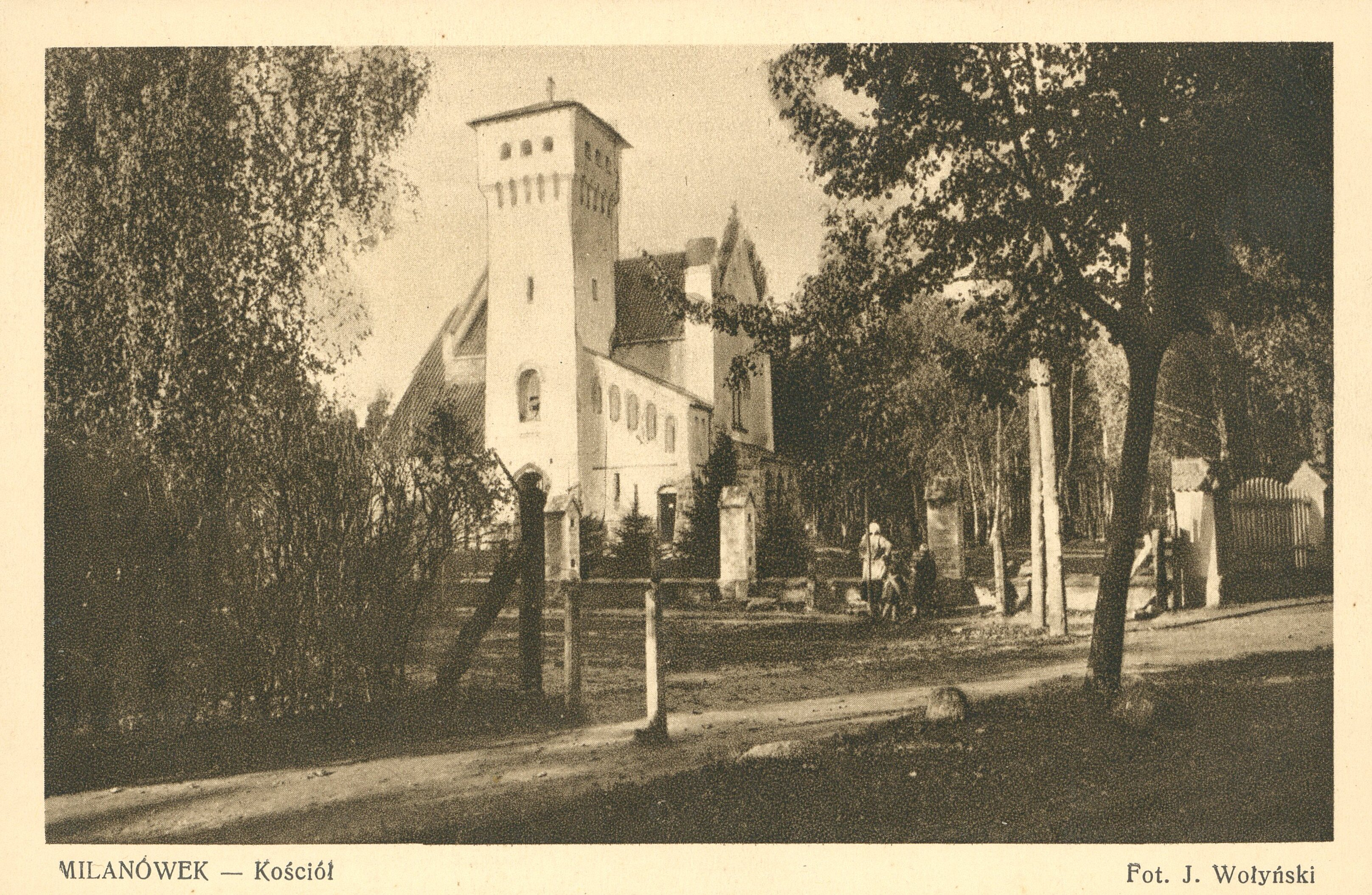
Widok przed 1929